# Jules-Marie Daudier
Jules-Marie Daudier, militaire français, né le 18 août 1825 à Château-Gontier, mort le 8 janvier 1909 à Rome, comte romain, chevalier de la Légion d'honneur, commandeur de l'Ordre de Pie IX, chevalier de l'Ordre sacré et militaire constantinien de Saint-Georges, médaillé de Castelfidardo et de Mentana.

## Biographie
Il est le fils de Daniel-Louis Daudier, propriétaire et de Sophie-Marie Seguin. Il sert comme engagé volontaire en 1846 en Algérie. Il est élève de l'École Polytechnique de 1846 à 1852.
Sous-lieutenant au 2e régiment d'artillerie, puis lieutenant au 5e., il démissionne de l'armée en 1854. Il rejoint l'armée pontificale en 1860. 
Nommé capitaine d'artillerie après la Bataille de Castelfidardo, il rentre en France. Il combat lors la guerre franco-allemande de 1870, comme capitaine auxiliaire commandant la 19e batterie de marche du 15e régiment d'artillerie. Il est blessé d'un éclat d'obus le 8 septembre 1870 dans un combat près de Villorceau. Il sert dans l'armée de la Loire, et est chevalier de la Légion d'honneur en mars 1871.
Il partageait sa vie entre son château de Thuré en la Bazouge-des-Alleux, et Rome.  Jules du Pontavice (1848-1928) achète le domaine à Jules-Marie Daudier en 1902.
Jules Daudier finit par se fixer à Rome. Il y est mort en 1909, à l'âge de 84 ans.

## Distinctions
- Chevalier de la Légion d'honneur (1871).
- Commandeur de l'ordre de Pie IX

## Sources
- « Jules-Marie Daudier », dans Alphonse-Victor Angot et Ferdinand Gaugain, Dictionnaire historique, topographique et biographique de la Mayenne, Laval, A. Goupil, 1900-1910 [détail des éditions] (BNF 34106789, présentation en ligne)